# Folcsonomía

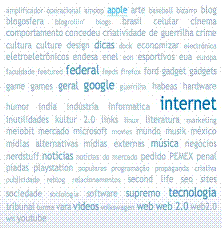
Ejemplo de folcsonomía: nube de etiquetas.

El neologismo folcsonomía (también, folksonomía) alude a un sistema de clasificación en el que los usuarios aplican etiquetas públicas a diversos contenidos en línea, generalmente para que éstos sean más fáciles de encontrar. Con el tiempo, esto puede dar lugar a un sistema de clasificación basado en estas etiquetas que permite saber con qué frecuencia se aplican o buscan, en contraste con una clasificación taxonómica diseñada por los propietarios del contenido y especificados al momento de su publicación. Esta práctica también se conoce como etiquetado colaborativo, etiquetado social, clasificación social o indexación social.
Jon Udell (2004) sugiere que "el abandono de las taxonomías en favor de las listas de palabras claves no es novedad, y que su diferencia fundamental es el intercambio de opiniones (el feedback) que se da en la folcsonomía y no en la taxonomía."
Esta diferencia es también la que acerca la folcsonomía a la memética, en una relación similar a la que se produce entre las ontologías y la semántica. Por otra parte, el concepto tiene relación con el de clasificación facetada utilizado en biblioteconomía. 
Derivado de taxonomía, el término folksonomy ha sido atribuido a Thomas Vander Wal. Taxonomía procede del griego "taxis" y "nomos": Taxis significa clasificación y nomos (o nomia), ordenar, gestionar; por su parte, "folc" proviene del alemán "pueblo" (volk). En consecuencia, de acuerdo con su formación etimológica, folcsonomía (folc+taxo+nomía) significa literalmente "clasificación gestionada por el pueblo (o democrática)".
Aparecen dos tipos de folcsonomía, según Thomas Vander Val: 
- Folcsonomía amplia: Donde el creador no influye en las etiquetas que se ponen a su contenido, sino que son las propias personas usuarias quienes lo hacen, favoreciendo así que estas etiquetas estén en sus propios idiomas y sus propias palabras. Un ejemplo de folcsonomía amplia es Del.icio.us, página donde se pueden ordenar y compartir los enlaces favoritos.

- Folcsonomía estrecha: Al contrario a la anterior, sólo el creador del contenido o un número reducido de personas aplican las etiquetas al contenido. Generalmente esta folcsonomía esta directamente asociada a un objeto y es difícil saber cómo están siendo utilizadas. Por lo tanto, no genera vocabulario u otras descripciones emergentes. Un ejemplo de folcsonomía estrecha es Flickr, aplicación en línea de gestión de imágenes y vídeos que permite buscar, almacenar ordenar y compartir, donde la utilización de las etiquetas la lleva a cabo el propietario.

Algunos ejemplos de folcsonomía son Flickr (etiquetado de fotos), Tagzania (etiquetado de lugares) y 43 Things (etiquetado de deseos).[cita requerida]

## Evaluación práctica
La Folcsonomía es criticada debido a que su falta de control terminológico tiende a causar resultados inconsistentes y poco fiables. Si las etiquetas son escogidas libremente (en vez de ser tomadas de un vocabulario propuesto), la sinonimias (múltiples etiquetas del mismo concepto), la homonimia (misma etiqueta con diferente significado), y la polisemia (misma etiqueta con múltiples significados relacionados) tienden a aparecer, disminuyendo la eficiencia de la búsqueda del contenido indexado. Otra razón para meta noise son la falta de stemming (normalización de la palabra flexión) y la heterogeneidad de usuarios y contextos.

## Propiedades de las folcsonomías
Las folcsonomías poseen una serie de propiedades ventajosas respecto a sistemas más convencionales de clasificación: [cita requerida]
- El tiempo que emplearían los usuarios usando complejos sistemas de clasificación jerárquicos se reduce mucho con este método.
- Las folcsonomías son unos sistemas simples y emergentes, que se alejan de la manera tradicional de clasificar de arriba abajo. Por lo que su ventaja proviene de la capacidad de emparejar las necesidades verdaderas de los usuarios y la lengua.
- Incluyen cada una de las palabras propuestas, sin dejar ninguna fuera.
- Ofrece también la opción de derivar hacia ideas no entroncadas con la corriente principal, que pueden emerger del interés de una parte pequeña de la población.